# Gekko takouensis
Gekko takouensis es una especie de gecos de la familia Gekkonidae.

## Distribución geográfica yhábitat
Es endémica del sudeste de Vietnam. Su rango altitudinal oscila alrededor de 425 m s. n. m..